# Peperomia cushiana
Peperomia cushiana är en pepparväxtart som beskrevs av William Trelease. Peperomia cushiana ingår i släktet peperomior, och familjen pepparväxter. Inga underarter finns listade i Catalogue of Life.